# Радио России
«Ра́дио Росси́и» — федеральная государственная радиостанция общего формата, входящая в состав Всероссийской государственной телевизионной и радиовещательной компании (ВГТРК).
Вещает из Москвы на всей территории России в первом мультиплексе РТРС-1 (наряду с местными программами в зависимости от региона), на первом канале проводного вещания (наряду с местными программами в зависимости от региона), а также в FM-, СВ- и УКВ-диапазонах. Является одной из радиостанций России, имеющих поясное вещание.

## История
10 декабря 1990 года «Радио России» начало своё вещание вместе с Первой программой Всесоюзного Радио, на втором радиоканале совместно с радио «Маяк» и третьем радиоканале с Третьей программой Всесоюзного Радио. С начала 1991 года вещание осуществлялось только на третьем канале совместно с радио «Юность».
С августа 1991 года вещание осуществляется на первом радиоканале, из-за чего «Радио-1» перемещается на третий радиоканал, а «Юность» получает отдельную частоту.
С мая 2022 года взамен сайта радиостанции пользователя автоматически перенаправляет на радиоканал Радио России на онлайн-платформе «Смотрим».

## Вещание
«Радио России» входит в первый мультиплекс цифрового телевидения России.
«Радио России» транслируется в УКВ и FM-диапазоне, на 1-м канале проводного вещания (наряду с местными программами в зависимости от региона), через Интернет в режиме потокового аудио. Ранее осуществлялось вещание в диапазоне длинных волн (до 9 января 2014).
С апреля 2022 года «Радио России» вещает в СВ-диапазоне на частоте AM 999 кГц.
В некоторых кабельных телесетях «Радио России» транслируется в цифровом формате под номером 1002.
С 6 августа 2020 года «Радио России» осуществляло вещание на радиоканале частотой 66,44 МГц УКВ в Москве в полном объёме, — впервые за всю историю его вещания на этой частоте: с 5:00 утра до 1:00 ночи, без врезок (тайм-слотов) региональных государственных радиостанций. С сентября 1991 до 1 декабря 2001 «Радио России» вещало на этой частоте совместно с радиокомпанией «Москва» и «Радио Подмосковья», а до 8 апреля 2020 только с «Радио 1» (бывшее «Радио Подмосковья»).
С 9 июля 2024 года вещание «Радио России» в Москве осуществляется в FM-диапазоне на частоте 101,5 МГц. С 1 августа 2024 вещание на 66,44 МГц было прекращено.

## Программы
Детские программы
- Социальный проект «Детский вопрос»[2]. Программа посвящена проблемам сиротства и усыновления в России. Рубрика программы «Где же ты, мама?» помогает слушателям узнать о детях, ждущих усыновления. Журналисты «Детского вопроса» регулярно проводят акции в регионах, вместе с потенциальными усыновителями отправляясь на «Поезде надежды» в детские дома России. Автор и ведущая проекта — Инна Зотова.
- «Весёлый колобок» — программа Милы Луговой.

Литературные сериалы и радиоспектакли
Литературные сериалы и радиоспектакли занимают особое место в сетке вещания радиостанции. В их создании принимают участие актёры и народные артисты СССР, РСФСР. Среди них — Валентин Гафт, Ирина Муравьева, Олег Табаков, Инна Чурикова, Никита Михалков, Александр Калягин, Сергей Безруков, Сергей Маковецкий, другие известные деятели культуры. Радиопостановки «Радио России» регулярно становятся лауреатами премии «Радиомания». Также в эфире по выходным выходит «Театр у микрофона», который передаёт радиоспектакли из собрания «ГосТелеРадиоФонда».
Медицинские программы
- «Программа о здоровье»
- «Посоветуйте, доктор!» — программа Ольги Копыловой, где выступают по актуальным медицинским темам учёные-медики и врачи — авторы методик лечения. Ведущая на своей рабочей странице в социальной сети «ВКонтакте» общается со слушателями по темам своих программ.
- «Привычка быть здоровым» — выходит с 04.10.2021 ежедневно. Ведущая — Лена Симонова.

- «Галерея мастеров» — программа Ильи Бузукошвили о людях прошлого, оставивших след в жизни Европы позднего Средневековья и Нового времени. Выходит с 08.01.2017.
- «Настоящее историческое» — программа о людях, творящие историю. Ведущие — Наталья Бехтина и Андрей Малютин.
- «Российский радиоуниверситет» — научно-просветительская программа с Дмитрием Конаныхиным (первоначально передача выходила в программе «Пятидневка», которая не выходит с 1 октября 2018 года).
- «Виражи времени» — авторская программа Андрея Дементьева. После его смерти программу ведёт Анна Пугач-Дементьева.
- «Разное время» — интерактивный канал с Валентиной Веретенниковой, Натальей Стребневой, Борисом Петуховым, Марией Тарабаевой и Иваном Волонихиным.
- «Завтра в мире» — ток-шоу Ларисы Катышевой.
- «Сигналы точного времени» (до 2018 года — «Взлётная Полоса») — утренний канал с Людмилой Шаулиной и Василием Белоусовым.
- «Шинель» — ток-шоу Галима Вергасова и Александра Сладкова на темы военной службы в Вооружённых силах Российской федерации.
- «Отзвуки театра» — актёра, председателя Союза театральных деятелей России Александра Калягина. Гости каждого выпуска - деятели театра и кино от набирающих известность и известных актеров и режиссеров до опытного гримёра и специалистов по организации театрального дела.
- «О животных» — радиоверсия программы «Диалоги о животных» с Иваном Затевахиным.
- «Хорошее начало» — информационно-развлекательный канал с Татьяной Абакумовой, Дмитрием Желобковым и Вадимом Тихомировым.
- «Наше время» (ранее — по 04.09.2020 — «Вечерняя смена») — вечерний интерактивный канал с Ольгой Максимовой, Игорем Шатровым, Людмилой Шаулиной, Данилом Гусельниковым.
- «От пролога к эпилогу» — программа Людмилы Борзяк о культуре во всех её проявлениях: от кино до картин. Выходит с 05.10.2013.
- «От первого лица». Возрожденная программа Натальи Бехтиной. Выходила с 1990 по 22 июля 2016 года. Гостями программы были самые актуальные ньюсмейкеры России. Затем под названием «От первого лица. Хроника Содружества» выходила с 20.09 по 29.12.2016, и рассказывала о процессах происходящих вокруг Союзного государства России и Республики Беларусь. Затем с 06.01.2018 выходит под старым названием, и посвящена «общим» темам.
- «Радиоканал «Слушаем!»» — выходит с 04.10.2021. Ведущие — Дмитрий Таиров, Александр Хабургаев и Дмитрий Чернов.

- «Кавказский акцент» и «Ни пуха, ни пера» — авторские программы Николая Мамулашвили.
- «Россия – Беларусь: карта интеграции» — программа о важных и интересных событий Союзного государства. Ведущая — Алла Волохина.
- «От всей души» — программа Вадима Тихомирова. Выходит с 05.10.2021.
- «Наш друг «Кругозор»» — авторская программа Алексея Певчева. В программе ведущий "листает" подшивку "Кругозора" за разные годы, рассказывая о том, что случилось с героями репортажей – как сложилась их судьба и что изменилось в жизни страны. Выходит с 09.10.2021.
- «КультБригада» — авторская программа Вячеслава Коновалова о книгах и их писателях.
- «Я ж мать!» — программа для неидеальных мам. Ведущая — Кристина Косова. Выходит с 14.03.2021.
- «Все в сад» — профессиональные советы ухода за садом. Ведущие — Мария Тарабаева и Александр Хабургаев.
- «Радио Док» — научно-популярная и историко-публицистическая программа. Ведущие — Анна Дворецкова и Анатолий Круглов.
- «Максимова» — авторская программа Ольги Максимовой. Выходит с 13.12.2020.
- «Мир российской усадьбы» — авторская программа Оксаны Осиповой для активных увлеченных дачников.
- «Консерватники» — общественно-политическая программа Андрея Афанасьева и Романа Антоновского. Выходит с 03.04.2022.
- «Европа. Обстоятельства времени» и «Европа. Великие имена» — специальные исторические проекты.
- «Скажем так с Александром Хабургаевым» с 09.01.2023
- «Путешествия с Алексеем Михалевым» с 12.01.2023
- «Научный подход» (передача главного редактора журнала "Химия и жизнь" Любови Николаевны Стрельниковой) - по средам и пятницам в 14:35.
- «История. Изъявительное наклонение» (Ведущий: журналист Алексей Штейнбух)
- «Отцы и дети» (Ведущий – многодетный отец Алексей Гвоздев)

Программа Даниила Безсонова “Неофициально о главном” - в 18:10 по субботам с 02.09.2023
- «Ключевые знаки» — информационно-познавательная программа Ирины Зиминой.
- «И всё это музыка» — авторская программа Дмитрия Бертмана.
- «Властелины мелодий» - авторская программа Михаила Предтеченского об известных советских и российских композиторах
- «Восьмая нота» — рок-программа Дмитрия Добрынина.
- «Экзотика» — авторская программа Андрея Борисова.
- «Дорогая передача» — певицы Дианы Гурцкой.
- «Музыкальное путешествие» и «Опера и жизнь» — музыкальные программы Артёма Варгафтика.
- «Акустика» — ежемесячная программа Владислава Борецкого.
- «Фолк-альбом „Радио России“» и «Серьёзная музыка»— программы Людмилы Осиповой.
- «Aurum Inutile» — программа Дмитрия Чернова о молодых исполнителях.
- «Бесполезные ископаемые» — программа о популярной поп-музыке в 50-70-е годы. Ведущий — Гарик Осипов (Граф Хортица).
- «На все времена» и «Битый час» — музыкальные программы Олега Чилапа.
- «Легкие люди» — авторская программа Алексея Певчева о легкой музыке.
- «Хождение за три моря (радиопрограмма)» — музыкальная программа Дмитрия Ухова (Афанасия Никитина) выходила с 1994 по 2016 год. В мае 2022 программа вернулась в эфир.
- «Просто о джазе» — музыкальная программа Михаила Иконникова. Выходит с 10.07.2022.

«Специально для „Радио России“» — с 3 июня 2019 года выходила в рамках передачи «Разное время», с 7 сентября 2020 по 1 октября 2021 передача вновь выходила отдельно (самостоятельно), в 15:25 с понедельника по пятницу. Спустя некоторый период возобновлена в виде рубрики, выходящей в некоторых выпусках радиоканалов "Наше время" и "Хорошее начало".
- «Напролом» — авторская программа Юрия Геворкяна. Выходила с 12.12.2021, закрыта в марте 2024 г..
- «Субъективно» - программа Елены Щедруновой. Выходила с 17.12.2021.
- «Алло, Даша!» — программа Дарьи Мухиной. Выходила с 18.12.2021, последний выпуск 26.08.2023.
- «Европейский проект» «Европа — общий дом»[3]
- «Встреча с песней» — авторская музыкальная программа актера-чтеца Виктора Татарского по письмам слушателей о связи названных ими музыкальных произведений с их судьбами и судьбами других. После чтения отобранных писем в передаче звучат упомянутые в них произведения, чаще всего песни XX века. Программа уникальна тем, что выходит практически непрерывно 2-3 раза в месяц с 1960-х годов (до Радио России - на первом канале Всесоюзного радио). В связи со смертью автора и ведущего, руководство «Радио России» приняло решение выложить все выпуски до конца, записанные на несколько месяцев вперёд. Последний выпуск вышел 30.12.2023.
- «Датский выбор» — с 28 февраля 2020[4]
- «Пятидневка» — познавательная программа с Вадимом Тихомировым (не выходит с 01.10.2018 г., за исключением научно-просветительской передачи «Российский радиоуниверситет» с Дмитрием Каноныхиным, первоначально (с 30.07.2018) выходившей в программе «Пятидневка»)[5].
- «Поговорим» с Михаилом Веллером (не выходит с 28.12.2014 г.).[6]
- «Городок» — трёхминутная радиоверсия телепрограммы (не выходит с 2012 года, после смерти Ильи Олейникова).
- «Здоровье» — закрыто с 27 декабря 2014 г.[7]/
- «Когда не хватает джаза» Алексея Колосова с 27 декабря 2014 г.[8]
- «Серебряные нити» — психотерапевта Александра Данилина (с 15 августа 2016 года)[9].
- «Особое мнение» — ток-шоу Игоря Гмызы (с 24.06.2016 года)[10].
- «Персона грата» — программа Виталия Ушканова (с 29.07.2016 года)[11].
- «Вольный слушатель» — авторская программа Андрея Бинева (с 8 июня 2016 года)[12].
- «Облака» — программа Ирины Новожиловой (с 27 сентября 2016 года) (https://openrussia.org/post/view/17964/).
- «Доктор Блюз» — Алексея Калачёва[13](с 10 августа 2016 года).
- «Опера для публики» — Леонида Азарха (1935—2017) не выходит с 2016 года.
- «Прицел» — рок-программа Дмитрия Добрынина (с 15 августа 2016 года) (http://dobrynin-rock.ru/news/zakritie-pritsela-1471340144/).
- «В нашу гавань заходили корабли» — детского писателя Эдуарда Успенского и журналистки Елизаветы Кушака Ранее — журналистка Элеонора Филина (до 2011 года). Последний выпуск 30.12.2016[14].
- «Луна-44» — авторская программа Олега Оноприенко выходила с 1992 по 1997 год.
- «Воскресенье в Москве» — авторская программа Татьяны Визбор.
- «Четыре Четверти» — музыкальная программа выходила с 1990-х до 2000-х годов. (Виталий Ушканов, Татьяна Визбор, Вячеслав Умановский, Роман Никитин, Антон Понизовский, Алексей Михалёв, Олег Чвиков, Михаил Предтеченский, Александр Алексеев. Редакторы: Елена Салвина, Дмитрий Васильев.)
- «Музыка, Компьютер, Интернет» — программа Валерия Белунцова (1969—2006).
- «Мой серебряный шар» — радиоверсия программы Виталия Вульфа (1930—2011) выходила с 2004 по 2010 год.
- «Visa — Свободный полёт» (ранее — «Напрямую с Запада») — программа Егора Шишковского, выходила в эфир на Радио России и Серебряный дождь с 1990-х по 2002 год.
- «Музыка по пятницам» — рок-программа Дмитрия Добрынина выходила с 2000 по 2004 год.
- «Магия искусства» — музыкальная программа Галины Ярошенко выходила с 1998 по 2005 год.
- «Слушай, солдат!» — музыкальная программа Александра Маршала выходила с 2005 по 2013 год.
- «Радиоскоп» — программа Сергея Шевыкина выходила с февраля 2012 по декабрь 2013 года.
- "Причалы" ("Наши причалы") - выходила с осени 2003 по 2007 годы и с февраля по декабрь 2014 года.
- «Бесконечное приближение» — музыкальная программа Михаила Митропольского выходила с 2000 по 27.08.2016 года.[15]
- «Час Вдвоём» — авторская программа Владислава Борецкого выходила с 2008 по 2016 год.[16]
- «Воскресная лапша» — программа Дмитрия Воденникова и Ксении Лепановой выходила с 1997 по 14.08.2016 года.[17]
- «Ветка Палестины» — цикл из радиопередач выходила с 2011 по 2013 год.
- «Универсад» — программа Михаила Диева выходила до 15.05.2016 года.[18]
- «Книги нашего детства» — программы Петра Алешковского и Тамары Эйдельмана выходила до 26.12.2014 года.[19]
- «Рок-интенсив» — программа Всеволода Баронина выходила с 1991 по 1997 год.
- «Мир за неделю» — авторская программа Александра Бовина (1930—2004) выходила с 2000 по 2004 год. Программа закрыта из-за смерти радиоведущего.
- «И Это Все Музыка» — музыкальная программа Владимира Коконина выходила с 2000 по 2007 год.
- «Были на виниле» — программа Олега Чвикова (не выходит с 5 ноября 2016).
- «Очная ставка» — программа Олега Вакуловского и Адамчука А. В. выходила с 2006 по 2009 год[источник не указан 838 дней].
- Информационно-аналитический журнал «СОЮЗ» (о новостях Союзного государства России и Белоруссии), автор и ведущий В. И. Фадеев не выходит с 24.06.2016 года.[20]
- «От первого лица. Хроники Союзного государства» — с 20 сентября 2016 по 27 декабря 2016 года[21].
- «Есть контакт» — программа Анатолия Круглова и Анны Дворецковой — с 30.10.2016[22].
- «Пресс-клуб» — программа Маргариты Лянге (не выходит с 6 августа 2016 года)[23].
- «Кино о вкусной и здоровой пище» — программа Андрея Зубкова (с сентября 2015 по октябрь 2016)[24].
- «Синопсис шоу братьев Бессоновых» до 6 мая 2016 года[25].
- «Шуршалочка» Татьяны Визбор[26].
- «Вам пригодится» до 2 ноября 2017[27]. В настоящее время выходит отдельной рубрикой в рамках программы «Слушаем! Радиоканал».
- «Авангард Микаэла Таривердиева» до 09.08.2016[28]
- «Живой детектив» Татьяны Устиновой до 24.12.2016.
- «Право на защиту» — программа Ильмиры Маликовой выходила с 2007 по 2016 год.
- «Радиогурман» — программа Леонида Загальского и Кирилла Привалова выходила с 2012 по 2018 год.
- «Народы России» — программа Маргариты Лянге выходила с 2001 по 2018 год.
- Информационно-аналитическая программа «Национальный акцент» — автор и ведущая Маргарита Лянге выходила до 2018 года.
- «Начало» — утренняя программа, выходила с 1991 по 1997 год.
- «Дом 7, подъезд 4» — радиосериал.
- «Сэр бизнес» — авторская программа Анатолия Адамчука, выходила с 1994 по 1995 год.
- «Шалтай-Болтай» — информационно-музыкальная программа для подростков. Ведущие Мария Пронина-Адамчук и Анатолий Адамчук.
- «Мир, человек, слово» — религиозная программа.
- «Этот день: события и мнения» — информационно-аналитическая программа, выходила с 2000 по 2007 год.
- «Будет день» — утренняя программа, выходила с 1990-х
- «Калина красная» — программа Вячеслава Клименкова и Саши Романовой (Никольской).
- «Домашняя академия» — познавательная программа с Валентиной Зарубиной, Константином Корольковым, Наталией Стребнёвой, Николаем Мамулашвили, Аллой Волохиной и Александром Хабургаевым.
- «Новая библиотека» — программа Петра Алешковского.
- «Словесный портрет» — программа Владислава Борецкого, выходила до 2008 года.
- «Загадки и тайный русской литературы» — до 20.10.2019[29]
- «Как курица лапой» до 24.02.2019[30]
- «Каскад-мажор» — до 02.02.2019[31]
- «Культурный багаж» — до 15.02.2020[32]
- "Лучшие песни страны" («Наши песни — наша память») — с марта 2008 по апрель 2014 года и с 19 декабря 2016 по 10.02.2020[33]
- «Незабытые кумиры. Сюрпризы старого патефона» — с 8 марта 2019 по 23.02.2020[34]
- «Пространство эксперимента» — проект радиостанции «Культура», выходивший и на «Радио России» с 04.11.2016 по 24.01.2019[35]
- «Пастырские беседы» с 29.04.2018[36]
- «С русского на русский или Кстати сказать» — до 09.06.2019.[37]
- «С русского на русский» — по 27.02.2020[38]
- «Такой разный театр» — проект посвященный Году театра в России. Выходил с 1 апреля по 30.12.2019.[39]
- «Уникум» с 20.08.2013 по 19.02.2019, программа под таким названием выходила еще в 1990-е[40]
- «Учители. Мыслители. Пророки» с 4 мая 2017 по 31.01.2018[41]
- «Хочу все знать» с 05.10.2013 по 07.04.2018[42]
- «Я живу в России. Народный путеводитель» Людмилы Борзяк с 09.01.2017 по 31.12.2018[43]
- «Радиолучик», программа об образовании с 06.09.2018 по 28.09.2019[44]
- «О самом главном» — радиоверсия программы Сергея Агапкина, последний выпуск 05.07.2019[45]
- «С доставкой на дом» — закрыта в 2020-м
- «Когда папа был маленьким» по 29.02.2020[46]
- «Детскотека» — передача о детской эстраде, концертах, фестивалях и музыкальных коллективах. Последний эфир — 30.01.2019[47]
- «Действующие лица» с Владиславом Борецким и Оксаной Подригой.
- «Равные среди первых» — программа о ученого, депутата Государственной думы, активиста развития возможностей самореализации инвалидов инвалида по зрению Олега Смолина. Последний выпуск 24.06.2021
- «Диалоги о культуре» — программа Людмилы Борзяк.
- «Стадион» — итоговые новости спорта с ведущими рубрики «Вести — Спорт» в «Вестях» Радио России. Выходила ежедневно в 22:10. Последний выпуск 11.10.2020
- «Скорая кулинарная помощь» — шеф-повара Ильи Лазерсона и журналиста Михаила Спички (из Петербурга). Продолжает выходить на «Радио России — Санкт-Петербург».
- «Как это по-русски?»[48] — журналиста Елены Майзель с участием профессоров кафедры русского языка Филологического факультета РГПУ им. А. И. Герцена Михаила Дымарского и Валерия Ефремова (из Петербурга). Выходила до 06.06.2020. Передача продолжает выходить 1-3 раза в месяц продолжительностью около 50 минут на радиостанции «Радио России — Санкт-Петербург» в рамках второй части вечернего радиоканала «Ветер в окно».
- «Неизвестная планета» — проект Андрея Мартынова о труднодоступных регионах планеты, малоизвестных народностях, о тех местах, где остаются загадки, тайны и просто неизвестное. Последний выпуск 14.11.2020
- «Вокруг света» — радиоверсия бывшей телепередачи «Вокруг света» телеканала «Россия-1».
- «Органика» — программа о ботанике и ботанических садах. Ведущий — директор Ботанического сада МГУ Алексей Ратеюм.
- «Обрати внимание» последний выпуск 31.07.2020
- «Культурный повод» — программа о культуре и событиях в сфере культуры. Ведущая — Ксения Ламшина.
- «Такой вот фокус». Программа Андрея Нефёдова о фотографии.
- «Паралимпик». Передача о спортсменах-инвалидах, выходила с 08.09.2013 по 22.03.2020
- «Кошки-мышки, сказки-книжки»
- «Квадрослов» — радиоигра для старшеклассников.
- «Звездные сказки» — сказки и волшебные истории, прочитанные известными людьми — Николаем Сванидзе, Марией Ситтель, Татьяной Устиновой, Александром Лазаревым.
- «КОАПП. Репортаж о событиях невероятных». Выходила с 14.04.2019 по 24.05.2020
- «Радиошкола детских писателей» — интервью с детскими писателями. Выходила с 01.12.2017 по 06.06.2020
- «Джазовое настроение» и «Музыка без слов» — авторские программы Андрея Борисова.
- «Музыка про…» — авторская программа Бориса Петухова. Последний выпуск 30.09.2021
- «Обзор прессы» — программа Александра Курякова, выходила в рамках программы «Вести» до 16.06.2021.
- «Высокое напряжение» — рок-программа Дмитрия Добрынина. Последний выпуск 02.10.2021.
- «Поэтический минимум» — авторская программа Дмитрия Воденникова. Последний выпуск 05.01.2022.
- «Музыкальная литература» — авторская программа Станислава Миловидова. Последний выпуск 29.12.2021.
- «Актуально» — интерактивный канал с Еленой Щедруновой (по пятницам совместно с Игорем Шатровым). Последний выпуск 10.12.2021.
- «Путешествие в Эрмитаж» и «Русский музей» — Анны Всемирновой (из Петербурга). Продолжают выходить на «Радио России — Санкт-Петербург».
- «ПроСпорт» — программа Александра Кузмака.
- «Нашли время» — информационно-развлекательный дайджест недели. Ведущие — Дарья Мухина и Юрий Геворкян. Последний выпуск 11.12.2021.
- «Частная коллекция» —  программа о творчестве современных поэтов и прозаиков. Ведущая — Ксения Лепанова. Последний выпуск 23.12.2021.
- «Культурный код» — литературно-художественная программа Маргариты Шабуровой. Последний выпуск 02.01.2022.
- «Жду с нетерпением» — программа Инги Бочановой ("Радио России – Санкт-Петербург").
- «Детский остров» ("Радио России – Санкт-Петербург"). Продолжает выходить на «Радио России — Санкт-Петербург».
- «Этот безумный мир» и «Мюзик-холл» — программы Михаила Предтеченского.
- «Концертино» — программа о юных музыкантах исполнителях классической музыки. Ведущая — Ирина Ушанова. Выходила с 08.09.2017 по 09.01.2022.
- «Мы очень любим оперу» и «Голоса и звуки Земли» — музыкальные программы Андрея Попова.
- «Исповедь гитары». Встреча в студии «Радио России» — программа Татьяны Суворовой о гитарной музыке. Выходила со 02.03.2019 по 09.01.2022.
- «Три сюжета с предисловием» — литературно - художественная программа Александра Кукеса. Последний выпуск 02.10.2021.
- «Альфа и Омега» — программа Ирины Зиминой о духовной музыке. Последний выпуск 11.03.2021.
- «Выходные на колёсах» — авторская программа Андрея Леонтьева для тех, кто смотрит на мир через лобовое стекло своего автомобиля. Выходила с 09.10.2021 по 26.02.2022.
- «Факультет ненужных вещей» — программа Петра Алешковского. Последний выпуск 27.02.2022.
- «Чайковский. И всё это музыка» — авторская программа Дмитрия Бертмана о композиторе.
- «Саундтрек» — авторская программа Андрея Куренкова.
- «Аэростат» — авторская программа музыканта, одного из пионеров русского рока, лидера группы "Аквариум"  Бориса Гребенщикова о широком спектре музыки, ее истории и философии, авторах и исполнителях (последний выпуск 24 мая 2022 года).
- «Барочная практика» (последний выпуск 21 мая 2022 года) и «Кубок интерпретаций» — музыкальные программы Льва Малхазова.
- «Хит-парад» — музыкальная программа Артёма Варгафтика.
- «Сказочное утро» — программа Марины Багдасарян.
- "На все времена" - авторская музыкальная программа Олега Чилапа (последний выпуск 29 августа 2023 года).
- "Бесполезные ископаемые" - авторская музыкальная программа Георгия "Гарика" Осипова (последний выпуск 28 августа 2023 года).
- "Битый час" - еженедельная музыкальная программа Олега Чилапа о творчестве английского ансамбля The Beatles (последний выпуск 22 августа 2023 года).

В 2016 году на Радио России было закрыто более 50 программ, а в период с 2020 по 2022 гг. — более 30.

## Критика
Медицинские программы Радио России часто становятся предметом внимания Федеральной антимонопольной службы.

## Цензура
В июне 2022 года радиостанция после 888 выпусков закрыла программу «Аэростат» музыканта Бориса Гребенщикова. Это произошло на фоне благотворительного митинга-концерта «Звуки мира» в Берлине с его участием: музыканта российские СМИ обвиняли в пожертвовании после концерта Украине 12 млн евро, сам он это опровергал.

## Руководство

### Генеральные директора
- Давыдов Сергей Вячеславович (1990—1997)
- Абакумов Алексей Владимирович (1997—1998, 2000—2007)
- Амвросов Игорь Алексеевич (1998—2000)[53]
- Дымарский Виталий Наумович (2000)
- Умановский Вячеслав Владленович (2007—2016)
- Щёкина Екатерина Николаевна (с 2016)

### Главные редакторы
- Нехорошев Александр Юрьевич (1991—1993)
- Абакумов Алексей Владимирович (1993—1997)
- Амвросов Игорь Алексеевич (1998—2000)
- Дымарский Виталий Наумович (2000)
- Медведев Андрей Андреевич (с 2018)